# Стивенс (тауншип, Миннесота)
Стивенс (англ. Stevens) — тауншип в округе Стивенс, Миннесота, США. На 2000 год его население составило 82 человека.

## География
По данным Бюро переписи населения США площадь тауншипа составляет 93,2 км², из которых 92,6 км² занимает суша, а 0,5 км² — вода (0,58 %).

## Демография
По данным переписи населения 2000 года здесь находились 82 человека, 32 домохозяйства и 23 семьи. Плотность населения —  0,9 чел./км². На территории тауншипа расположено 37 построек со средней плотностью 0,4 построек на один квадратный километр. Расовый состав населения: 91,46 % белых и 8,54 % приходится на две или более других рас.
Из 32 домохозяйств в 25,0 % воспитывались дети до 18 лет, в 62,5 % проживали супружеские пары, в 3,1 % проживали незамужние женщины и в 28,1 % домохозяйств проживали несемейные люди. 18,8 % домохозяйств состояли из одного человека, при том 9,4 % из — одиноких пожилых людей старше 65 лет. Средний размер домохозяйства — 2,56, а семьи — 3,04 человека.
24,4 % населения — младше 18 лет, 3,7 % — в возрасте от 18 до 24 лет, 24,4 % — от 25 до 44, 36,6 % — от 45 до 64, и 11,0 % — старше 65 лет. Средний возраст — 43 года. На каждые 100 женщин приходилось 134,3 мужчин. На каждые 100 женщин старше 18 приходилось 113,8 мужчин.
Средний годовой доход домохозяйства составлял 35 938 долларов, а средний годовой доход семьи —  37 188 долларов. Средний доход мужчин —  17 750  долларов, в то время как у женщин — 13 750. Доход на душу населения составил 14 798 долларов. За чертой бедности находились 21,1 % семей и 40,0 % всего населения тауншипа, из которых 100,0 % младше 18 лет.